# Espenschied Nunatak
Espenschied Nunatak är en nunatak i Antarktis. Den ligger i Västantarktis. Chile och Storbritannien gör anspråk på området. Toppen på Espenschied Nunatak är 28 meter över havet.
Terrängen runt Espenschied Nunatak är platt åt nordväst, men åt sydost är den kuperad. Trakten är obefolkad. Det finns inga samhällen i närheten.